# Australiobates lacustris
Australiobates lacustris är en kvalsterart som beskrevs av Smit 1996. Australiobates lacustris ingår i släktet Australiobates och familjen Hygrobatidae. Inga underarter finns listade.